# آندرئا پرون (دوچرخه‌سوار، زاده ۱۹۷۱)
آندرئا پرون (ایتالیایی: Andrea Peron؛ زادهٔ ۱۴ اوت ۱۹۷۱) دوچرخه‌سوار اهل ایتالیا است.
وی در مسابقات کشوری و بین‌المللی در مجموع برندهٔ ۱ مدال نقره شده‌است.